# Rue Marx-Dormoy (Reims)
Pour les articles homonymes, voir Rue Marx-Dormoy.
La rue Marx-Dormoy est une voie de la commune de Reims, située au sein du département de la Marne, en région Grand Est.

## Situation et accès
La rue de Vesle appartient administrativement au quartier centre-ville de Reims et permet de joindre la place d'Erlon avec la rue de Vesle. C'est une rue commerçante piétonne du centre ville.

## Origine du nom
Elle fait référence à Marx Dormoy, ministre du Front populaire.

## Historique
Dénommée « rue des Tranchées » en 1840 elle prend le nom de « rue Saint-Jacques », avant de prendre sa dénomination actuelle en 1946.

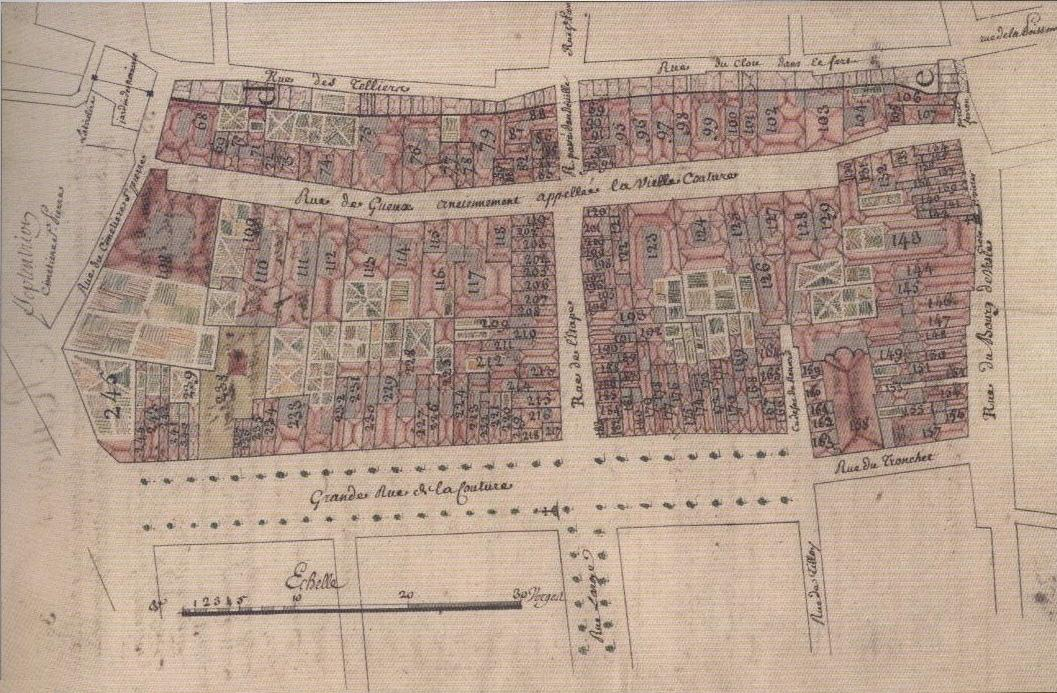
Rue tranchée en 1759 passant devant l'église.

## Bâtiments remarquables et lieux de mémoire

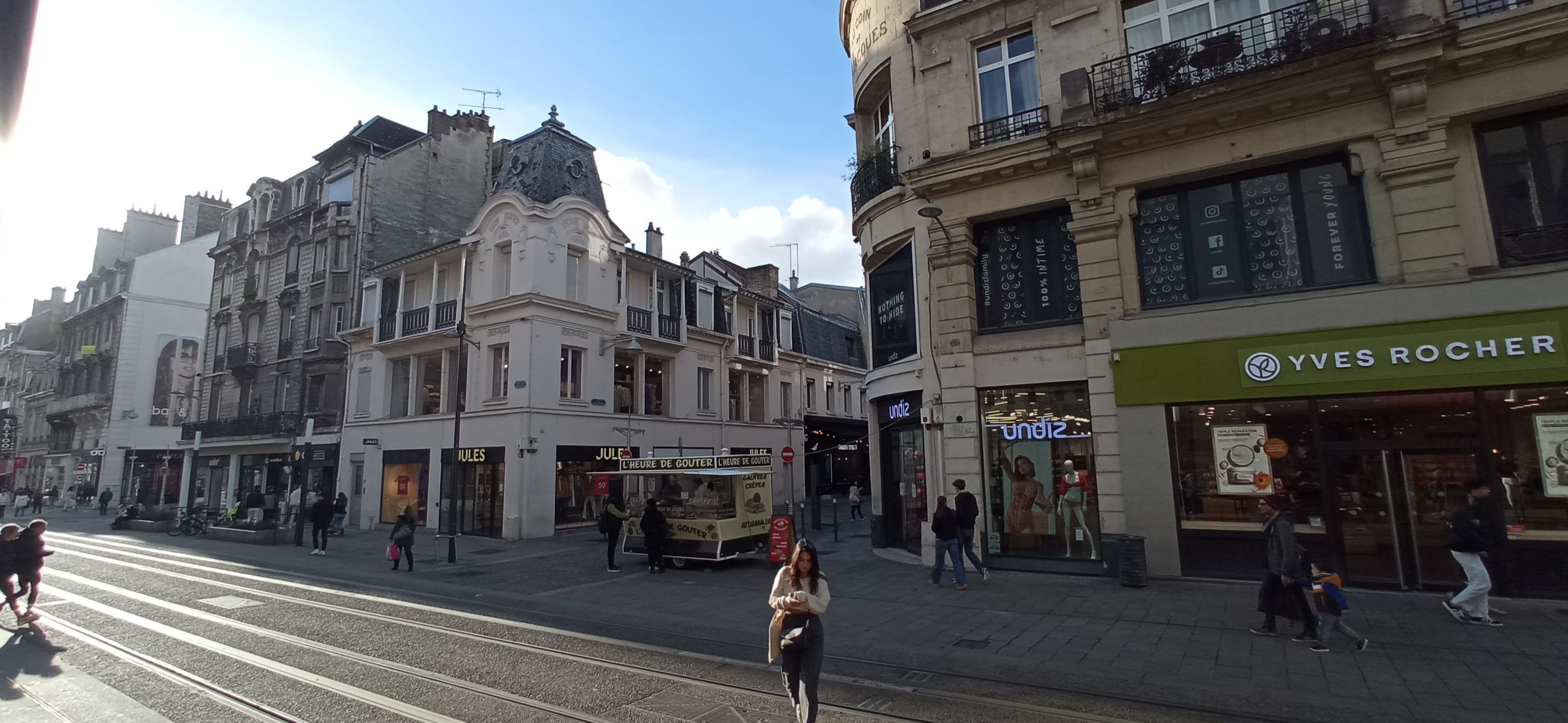
L'immeuble Goulet-Turpin à l'angle de la rue de Vesle.

- Au n°9 : maison de ville de l'architecte Joseph Gaudet, de style balnéaire avec bow-window et mosaïques coloriées,
- Au n°19 : Immeuble art Déco des architectes Maurice Clauzier et Rodolphe MERIAUX. Il est repris comme éléments de patrimoine d’intérêt local local [1] ;
- no  : l'Église Saint-Jacques de Reims qui fait objet d’une inscription au titre des monuments historiques [2].